# Fricativa sibilante dental sonora
La fricativa sibilante dental sonora es un sonido consonántico usado en un puñado de idiomas hablados en el mundo, el símbolo en el alfabeto fonético internacional que representa este fonema es el de una Fricativa alveolar sonora ⟨z⟩, con un diacrítico abajo que indica que es una articulación dental.

## Características
- Es una consonante fricativa, lo que significa que parte de su sonido es generado en la boca por las vibraciones de una turbulencia causada por la corriente del aire expulsado.
- Su modo de articulación es dental , lo que significa que se articula con la punta o la lámina de la lengua en los dientes superiores , denominados apical y laminal respectivamente .
- Su tipo de fonación es sonora, lo que significa que las cuerdas vocales vibran durante la articulación.
- Es una consonante central , lo que significa que se produce dirigiendo la corriente de aire a lo largo del centro de la lengua, en lugar de hacia los lados.
- Es una consonante oral , lo que significa que el aire puede escapar únicamente por la boca.
- El mecanismo de la corriente de aire es pulmonar , lo que significa que se articula empujando el aire únicamente con los músculos intercostales y el diafragma , como en la mayoría de los sonidos.

## Ocurre en
| Idioma       | Idioma            | Palabra               | AFI                   | Significado           | Notas                                                                                    |  |
| ------------ | ----------------- | --------------------- | --------------------- | --------------------- | ---------------------------------------------------------------------------------------- |  |
| Armenio      | oriental          | զարդ                  | [z̪ɑɾt̪ʰ]ⓘ              | 'decoracion'          |                                                                                          |  |
| Azerí        | Azerí             | zoğ                   | [z̪ɔʁ]                 | 'brote'               |                                                                                          |  |
| Bielorruso   | Bielorruso        | база                  | [ˈbäz̪ä]               | 'básico'              | Contrasta con la forma palatalizada.                                                     |  |
| Búlgaro      | Búlgaro           | езеро                 | [ˈɛz̪ɛro]              | 'lago'                | Contrasta con formas palatalizadas.                                                      |  |
| Checo        | Checo             | zima                  | [ˈz̪ɪmä]               | 'invierno'            |                                                                                          |  |
| Inglés       | Multicultural     | zoo                   | [z̪ʏˑy̯]                | zoológico             |                                                                                          |  |
| Francés      | Francés           | zèbre                 | [z̪ɛbʁ]                | 'cebra'               |                                                                                          |  |
| Húngaro      | Húngaro           | zálog                 | [ˈz̪äːl̪oɡ]             | 'prenda'              |                                                                                          |  |
| Casubio      | Casubio           | [ ejemplo requerido ] | [ ejemplo requerido ] | [ ejemplo requerido ] | [ ejemplo requerido ]                                                                    |  |
| Kazajo       | Kazajo            | заң/zañ               | [z̪ɑŋ]                 | 'ley'                 |                                                                                          |  |
| Kirguís      | Kirguís           | заң                   | [z̪ɑŋ]                 | 'ley'                 |                                                                                          |  |
| Letón        | Letón             | zars                  | [z̪ärs̪]                | 'rama'                |                                                                                          |  |
| Macedonio    | Macedonio         | зошто                 | [ˈz̪ɔʃt̪ɔ]              | 'porque'              |                                                                                          |  |
| Mirandes     | Mirandes          | daprendizaige         | [d̪əpɾẽd̪iˈz̪ajʒ(ɯ̽)]     | 'aprendiendo'         | Contrasta siete sibilantes en total, preservando los contrastes medievales ibero-romance |  |
| Polaco       | Polaco            | zero                  | [ˈz̪ɛrɔ]ⓘ              | 'cero'                |                                                                                          |  |
| Portugués    | algunos hablantes | Estados Unidos        | [isˈt̪ad̪uz̪‿ʉˈnid͡zᶶ(ˢ)] | 'Estados Unidos'      |                                                                                          |  |
| Rumano       | Rumano            | zar                   | [z̪är]                 | 'dice'                |                                                                                          |  |
| Ruso         | Ruso              | заезжать / zaezžat'   | [z̪əɪˈʑʑætʲ]ⓘ          | 'recoger'             | Contrasta con la forma palatalizada.                                                     |  |
| Serbo-croata | Serbo-croata      | зајам / zajam         | [z̪ǎːjäm]              | 'préstamo'            |                                                                                          |  |
| Eslovaco     | Eslovaco          | zima                  | [ˈz̪imä]               | 'invierno'            |                                                                                          |  |
| Esloveno     | Esloveno          | zima                  | [ˈz̪ìːmá]              | 'invierno'            |                                                                                          |  |
| Turco        | Turco             | göz                   | [ɟø̞̈z̪]                 | 'ojo'                 |                                                                                          |  |
| Ucraniano    | Ucraniano         | зуб                   | [z̪ub]                 | 'diente'              |                                                                                          |  |
| Alto Sorabo  | Alto Sorabo       | koza                  | [ˈkoz̪ä]               | 'cabra'               |                                                                                          |  |
| Uzbeko       | Uzbeko            | zafar                 |                       | 'victoria'            |                                                                                          |  |
| Vietnamita   | Hanoi             | da                    | [z̪äː]                 | 'piel'                |                                                                                          |  |